# Aeronca 11 Chief
L'Aeronca 11 Chief est un monoplan biplace côte-à-côte à aile haute et train classique fixe d’école et de sport américain.

## Développement
Malgré son nom, l’Aeronca 11 Chief n’était pas une évolution de l’Aeronca 50 Chief d’avant guerre, mais la version biplace côte-à-côte du 7AC Champion. Dessiné par Raymond F. Hermes cet appareil fut développé parallèlement au Champion, les deux modèles ayant plus de 70 % d’éléments communs (voilure, empennages, train d’atterrissage, bâti-moteur…) l’objectif étant de minimiser les couts de production. Le Chief fut construit à partir de 1947 uniquement sur l’Aéroport Municipal de Dayton, à Vandalia où des locaux furent loués pour produire cet appareil. L’usine de Middletown, qui fournira un certain nombre de sous-ensembles au démarrage de la production, était trop absorbée par la production du 'Champ’.
Le Chief n’eut pas le même succès que le Champion, même si un peu plus de 2 300 exemplaires furent construits. La production cessa en 1950, un an avant qu’Aeronca ne cesse de produire des avions légers. Si la licence du Champion fut cédée à Champion Aircraft Corporation, celle du Chief fut vendue à un certain E.J. Trytek de Syracuse, N.Y., qui concéda une licence à Hindustan Aircraft Ltd. Le Super Chief fut donc encore construit en Inde entre 1958 et 1968 comme Hindustan HUL-26 Pushpak.
Acquis par Bellanca au début des années 1970, les droits sont aujourd’hui propriété d’American Champion (en), mais aucun des projets de relance de la production de ce modèle n’a abouti à ce jour.

## Les différents modèles
- Aeronca 11AC Chief : Certifié en 1945 (ATC-761)avec un moteur Continental C-65-8 de 65 ch, ce modèle commença à sortir d’usine début 1946. 1862 exemplaires construits.
  - Aeronca 11AC Scout : Un certain nombre de Chief furent livrés avec un aménagement intérieur minimalisé comme avions d’école très économiques.
  - Aeronca 11ACS Chief : Également connu comme Aeronca S11AC, version hydravion à flotteurs.
- Aeronca 11BC Chief : Version du 11AC à moteur Continental C-85-8F de 85 ch, 180 exemplaires construits, les premiers exemplaires étant livrés en juin 1947. Ce modèle se distingue extérieurement par l’apparition d’une arête dorsale en avant de la dérive pour améliorer la stabilité longitudinale.
  - Aeronca 11BCS Chief :  Également connu comme Aeronca S11BC, version hydravion.
- Aeronca 11CC Super Chief : Évolution du 11BC avec un poids total autorisé plus important et une plage de centrage plus grande, une voilure allongée de 2,5 cm, un aménagement intérieur plus luxueux. 276 exemplaires construits à partir de 1948.
  - Aeronca 11CCS Chief : Également connu comme Aeronca S11CC, version hydravion.
- Hindustan HUL-26 Pushpak : 154 Super Chief produits sous licence par Hindustan Aircraft Ltd entre 1958 et 1968 pour les besoins des aéro-clubs indiens. Cet appareil se distingue par un empennage vertical légèrement modifié.